# Angela Bartz
Angela Bartz (* 2. Januar 1965 in Merseburg) ist eine deutsche Politikerin und ehemalige Abgeordnete im Landtag Sachsen-Anhalt (PDS, dann Die Linke).
Bartz absolvierte eine Ausbildung als Kindergärtnerin, später berufsbegleitend als Lehrerin und als Kreativitätspädagogin. Von 2005 bis 2006 gehörte sie als Nachrückerin dem Landtag von Sachsen-Anhalt an. Sie rückte für die ausgeschiedene Petra Weiher ins Parlament nach.